# Sendjas
Sendjas (în arabă السنجاس) este o comună din provincia Chlef, Algeria.
Populația comunei este de 29.043 de locuitori (2008).